# Египетско-северокорейские отношения
Египетско-северокорейские отношения — двусторонним отношениям между Египтом и Корейской Народно-Демократической Республикой. У Египта есть посольство в Пхеньяне, а у КНДР есть посольство в Каире.

## История
Отношения оставались довольно крепкими со времен Гамаля Абдель Насера и Движения неприсоединения, когда КНДР решительно поддержала решение Насера национализировать Суэцкий канал. Во время Суэцкого кризиса 3 ноября 1956 года КНДР выступила с заявлением о солидарности с Египтом и направила небольшую сумму финансовой помощи (60 000 вон) после вторжения. В 1957 и 1958 годах правительства двух стран подписывали соответственно торговое соглашение и соглашение о культурном сотрудничестве. Дипломатическая делегация КНДР была отправлена в Египет в 1961 году с целью установления консульских отношений. 24 августа 1963 года правительства двух стран повысили свои дипломатические отношения до уровня послов.
Во время ежегодных дебатов Генеральной Ассамблеи ООН по корейской проблеме Египет изначально воздержался при голосовании по вопросу о том, следует ли приглашать обе Кореи или только Республику Корея для участия в обсуждениях в ООН. 11 декабря 1962 года Египет впервые проголосовал за советский проект резолюции о приглашении обеих Корей; этот шаг, вероятно, был реакцией на недавнее установление дипломатических отношений между Израилем и Южной Кореей (9 апреля 1962 г.). Тем не менее, в 1962-1966 годах Египет всё ещё воздерживался от отклонения одобренных США резолюций ООН по Корее; вместо этого он предпочел воздержаться от голосования.
После Шестидневной войны, КНДР предоставила Египту продовольственную помощь (5 000 тонн зерна). Со своей стороны, Египет перешел на последовательную прокорейскую позицию в ООН. В то время этот сдвиг отражал растущую зависимость Насера от советской помощи, но египетское правительство поддерживало теплые отношения с КНДР даже после того, как преемник Насера — Анвар Садат порвал отношения с СССР в пользу партнерства с США в 1973—1976 гг. Египет продолжал поддерживать КНДР в ООН и Движении неприсоединения, в то время как КНДР выразила согласие с Временным соглашением на Синае, отменой египетско-советского договора о дружбе (14 марта 1976 г.), визитом Садата в Иерусалим (19–21 ноября 1977 г.) и Кэмп-Дэвидскими соглашениями.
В 2015 году президент Египта Абдель Фаттах ас-Сиси, отказавшийся ввести санкции ООН против КНДР, пригласил лидера КНДР Ким Чен Ына на открытие реконструированного Суэцкого канала; вместо него присутствовал Ким Ён Нам.

## Экономические отношения
Египет — один из крупнейших торговых партнеров КНДР. По состоянию на 2010 год Египет является третьим по величине импортером северокорейских товаров после Китая и Южной Кореи, а также входит в пятерку крупнейших экспортеров в КНДР.. Египетская телекоммуникационная компания Orascom Telecom Holding сыграла решающую роль в создании Koryolink в 2008 году, создав единственную в КНДР телефонную сеть 3G. Orascom также стала первой не северокорейской компанией, владеющей телекоммуникационной лицензией в КНДР.